# 福井県道143号松原粟野停車場線
福井県道143号松原粟野停車場線（ふくいけんどう143ごう　まつばらあわのていしゃじょうせん）は福井県敦賀市内にある県道と停車場を繋ぐ一般県道である。

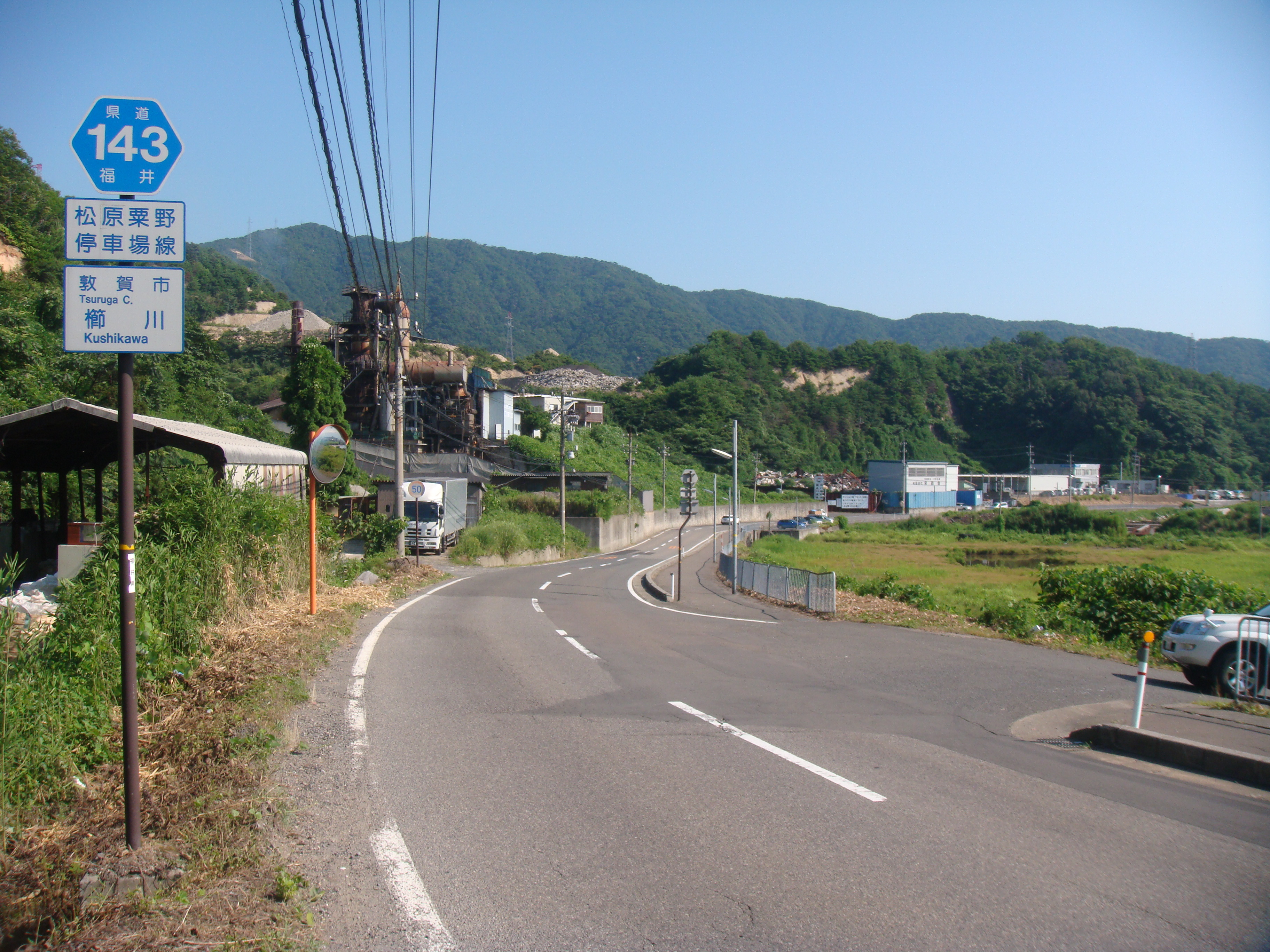
敦賀市櫛川から同市永大町側を望む（2011年（平成23年）撮影）

## 路線概要

### 路線データ
- 起点：敦賀市松原町（福井県道33号佐田竹波敦賀線交点）
- 終点：敦賀市野坂（粟野停車場）

## 利用状況
終点である粟野駅は1日の利用者数が平均44人程度の無人駅である。さらにこの駅は敦賀の南側の山際にあるため、この道を終点まで利用する人はかなり少ない。県道としては右左折が多く、住宅街をクネクネと進む。ヘキサポールや案内板も少なく、終点近くの金山から野坂にかけてはかなりトレースしにくい道といえるだろう。ただし付近に野坂少年自然の家があるので、この区間の利用者は意外と多い。

## 通過する峠
- 馬坂峠

## 接続路線
- 福井県道33号佐田竹波敦賀線（敦賀市松原町・松島町交差点、起点）
- 福井県道142号松島若葉線（敦賀市松原町・松島町交差点、起点 -＜重複＞- 同市平和町）
- 国道27号（金山バイパス：国道162号重複）（敦賀市金山・金山ランプ）
- 福井県道225号敦賀美浜線（敦賀市金山・国立病院交差点）

## 沿線周辺
- 福井県立敦賀高等学校
- 敦賀市立看護大学
- 敦賀気比高等学校・付属中学校
- 敦賀総合運動公園
- 国立病院機構敦賀医療センター
- 敦賀市立野坂少年自然の家